# Colapso ecológico

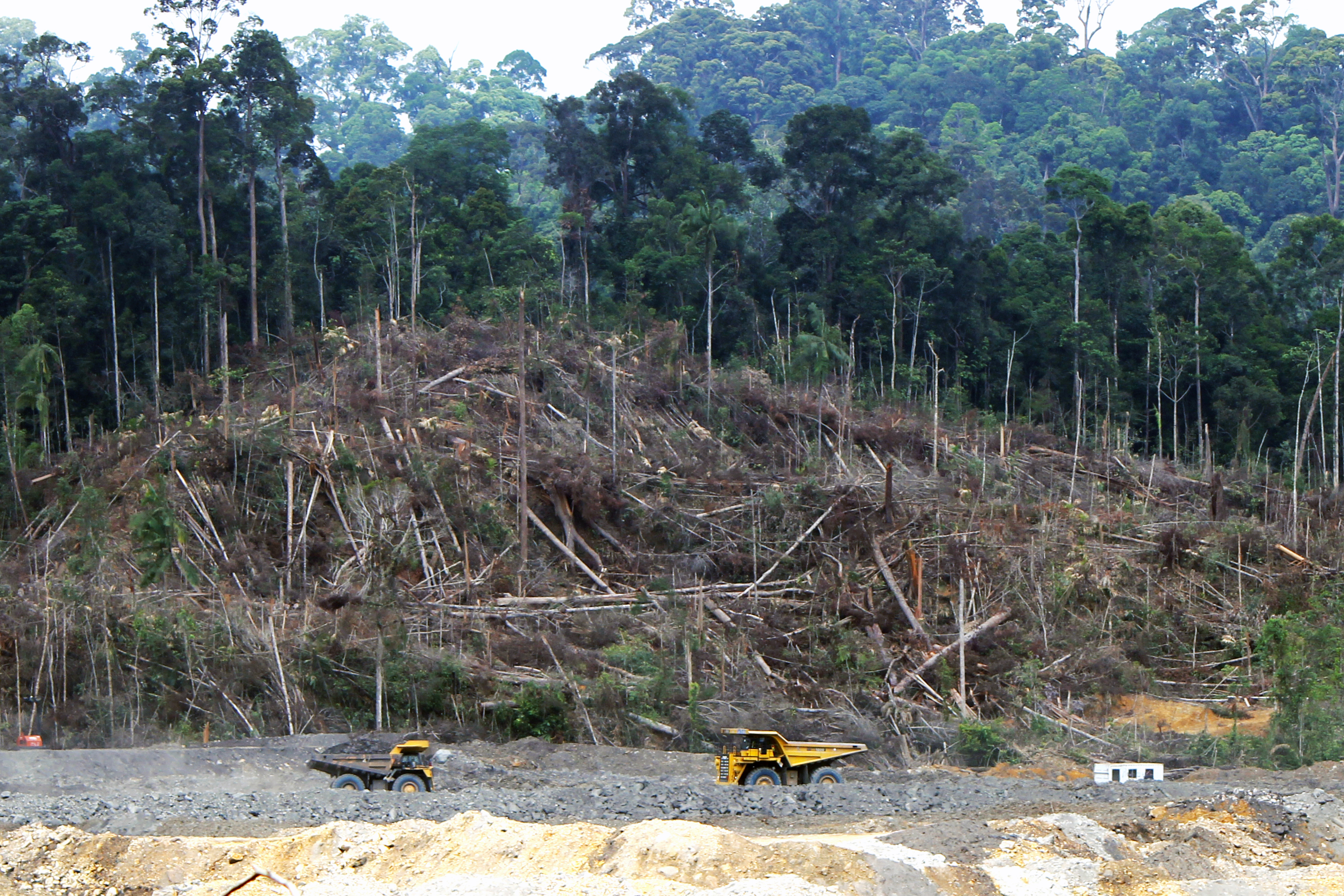
Las minas de carbón como la mina Lumbung están teniendo un enorme impacto en las poblaciones locales e indígenas de Indonesia, destruyendo el medio ambiente y contaminando el agua de los ríos, normalmente utilizada para cocinar.

El colapso ecológico se refiere a una situación donde un ecosistema sufre cambios drásticos, posiblemente irreversibles de la capacidad de carga de todos los organismos pudiendo resultar en una extinción masiva. Generalmente un colapso ecológico es causado por un evento desastroso que puede ocurrir en una escala corta de tiempo. Se lo puede considerar como una consecuencia que un colapso de ecosistemas tiene sobre los elementos bióticos del ecosistema original.
El crecimiento insostenible y excesivo de la economía puede provocar no solo el agotamiento de los recursos naturales, sino la contaminación tóxica y el deterioro de los entornos vitales y la extinción de la vida hasta el punto de que la resiliencia natural ya no puede restaurarla. Genera no solo una triple crisis energética, climática y alimentaria, sino la crisis ecológica de la biodiversidad. La sobreexplotación de recursos hídricos, pesqueros y madereros está esquilmando la naturaleza e impidiendo a los animales habitarla fuera de "reservas". Cada vez son menores las extensiones de bosque virgen en el Amazonas, por ejemplo, y avanza la desertificación. La entropía está destruyendo el planeta. Anthony Giddens y Martin Rees publicaron una carta abierta sobre el cambio climático atribuyendo los cada vez mayores desastres sucedidos en el planeta al sobrecalentamiento del mismo.
Aparte de la extinción de las abejas, un estudio dirigido por el español Francisco Sánchez-Bayo en 2019 advierte que en un siglo podrían desaparecer todos los insectos.  Empero, en 2024, la población de abejas de miel de los EE. UU. alcanzó una alta sin precedentes, un hito nunca antes visto, con 3.8 millones de colonias.  Es el animal de granja con mayor crecimiento de dicha nación, con un crecimiento del 31% sobre las cifras del 2007. En sólo los cinco años precedentes a 2024, el número de colonias aumentó en 1 millón.
Elizabeth Kolbert ha bautizado este colapso ecológico global en un libro de 2014 que obtuvo el Pulitzer como la "Sexta gran extinción". Películas distópicas como Blade Runner 2049 advierten seriamente también de esta posibilidad.